# Combes

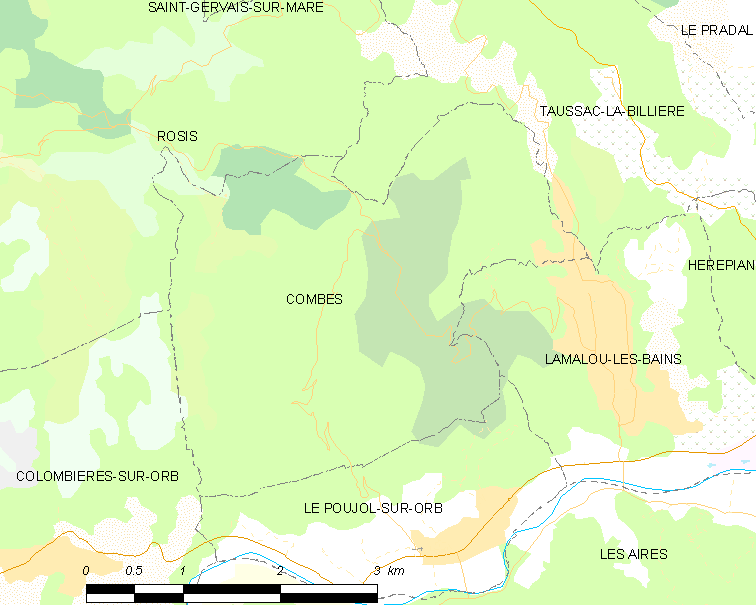
Mapa

 Combes  es una población y comuna francesa, situada en la región de Occitania, departamento de Hérault, en el distrito de Béziers y cantón de Clermont-l'Hérault.

## Demografía
| 231 | 152 | 170 | 188 | 180 | 265 | 344 |
| Para los censos de 1962 a 1999 la población legal corresponde a la población sin duplicidades (Fuente: INSEE [Consultar]) |     |     |     |     |     |     |